# Minden (album)
A Minden az Elefánt zenekar harmadik stúdióalbuma. 2017-ben jelent meg a Launching Gagarin Records & Management kiadásában. A lemez elkészítésében közreműködött Szendrői Csaba, Tóth András, Horváth Bence Ede, Kovács Zoltán és Németh Szabolcs, valamint vendégként Saiid.

## Az album dalai
| 1.                     | Faun feat. Saiid | 4:39 |
| 2.                     | Paulina          | 2:42 |
| 3.                     | Hamu             | 0:54 |
| 4.                     | Transz           | 4:12 |
| 5.                     | Macskák          | 2:57 |
| 6.                     | Madarak          | 4:20 |
| 7.                     | Szél             | 0:34 |
| 8.                     | Minden           | 3:49 |
| 9.                     | Fogak            | 5:17 |
| 10.                    | Pillanat         | 2:00 |
| 11.                    | Plüss            | 4:01 |
| 12.                    | Paula            | 3:45 |
| 13.                    | Kardhalak        | 1:57 |
| Teljes játékidő: 41:07 |                  |      |

## Külső hivatkozások
- https://www.elefantofficial.com/post/2017-m%C3%A1rcius-17-minden-lemezpremier
- https://hvg.hu/kultura/20170317_elefant_minden_lemezpremier